# Niesułków-Kolonia
Pour les articles homonymes, voir Niesułków.
Niesułków-Kolonia est une localité polonaise de la gmina de Stryków, située dans le powiat de Zgierz en voïvodie de Łódź.